# قناة البنكرياس
القناة البنكرياسية هي القناة الرئيسية في البنكرياس (تتبعها قناة المعثكلة الملحقة)، وهي قناة تلتحم مع القناة الصفراوية المشتركة لتوصيل عصارة البنكرياس التي تساعد في عملية الهضم. تندمج قناة المعثكلة مع القناة الصفراوية المشتركة قبل أمبولة فاتر، والتي يخترقان بعدها الطرف الأوسط من الجزء الثاني من الاثنا عشر.
تسمى القناة المعثكرية أيضى بـ (قناة ويرسانغ) نسبة إلى مكتشفها، الخبير التشريحي الألماني يوهان جورج يرسنغ (1589 - 1643) .

## قناة المعثكلة الثانوية
أغلب الناس يمتلكون قناة معثكلة واحدة، إلّا أنه يوجد قناة معثكلة إضافية (ثانوية) عند البعض، وتسمى قناة سانتوريني

## الأهمية الطبية
انضغاط، انسداد، أو التهاب قناة المعثكلة قد يؤدي إلى الإصابة بالتهاب البنكرياس الحاد. السبب الأكثر شيوعا لانسداد القناة هو تجمع حصى في القناة الصفراوية، أو ظهور حصى مرارية في القناة الصفراوية المشتركة. يمكن للإنساد أن يكون بسبب التهاب في الاثنا عشر. يمكن أن تؤدي الحصاة الصفراوية لانسداد في نهاية أمبولة فاتر، حيث يُسد عندها مجرى العصارة الصفراوية والعصارة البنكرياسية (المثكلية) المتجهتان إلى الاثنا عشر. انسداد وتوقف العصارة الصفراوية (المرارية) يمكن أن يؤدي لالتهاب البنكرياس.

## صور إضافية

صورة للبنكرياس تظهر قناة المعثكلة و الشجرة الصفراوية.
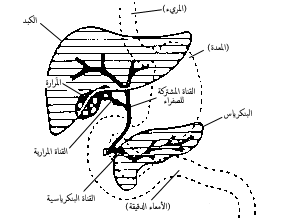
الجهاز الهضمي الملحق.
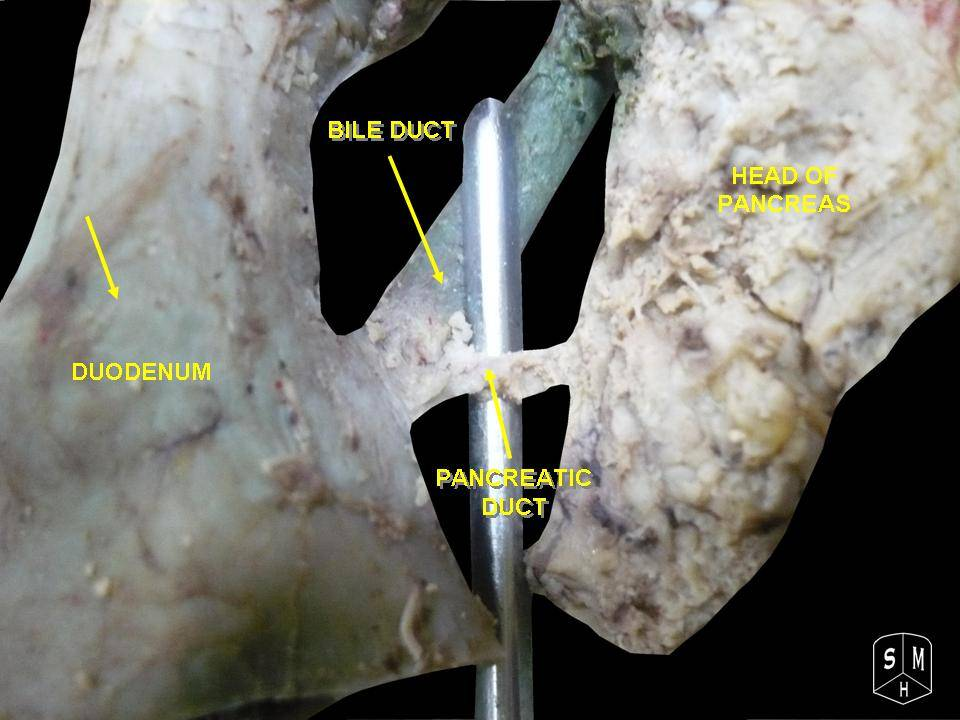
مقطع عميق لقناة المعثكلة، مشهد أمامي